# Grand Prix Formule 1 van Duitsland 1957
De Grand Prix Formule 1 van Duitsland 1957 werd gehouden op 4 augustus op de Nordschleife van de Nürburgring in Nürburg. Het was de zesde race van het seizoen. Het was waarschijnlijk de meest memorabele overwinning van Juan Manuel Fangio.
Ook Formule 2-wagens mochten aan deze race deelnemen (de resultaten hiervan zijn hieronder zichtbaar in "lichtgele" kleur).

## Uitslag
| Pos. | Nr. | Coureur                 | Constructeur  | Rondes | Tijd / Oorzaak uitval | Grid | Punten |
| ---- | --- | ----------------------- | ------------- | ------ | --------------------- | ---- | ------ |
| 1    | 1   | Juan Manuel Fangio      | Maserati      | 22     | 3:30:38.3             | 1    | 9S     |
| 2    | 8   | Mike Hawthorn           | Ferrari       | 22     | +3,6 s                | 2    | 6      |
| 3    | 7   | Peter Collins           | Ferrari       | 22     | +35,6 s               | 4    | 4      |
| 4    | 6   | Luigi Musso             | Ferrari       | 22     | +3:37.6               | 8    | 3      |
| 5    | 10  | Stirling Moss           | Vanwall       | 22     | +4:37.2               | 7    | 2      |
| 6    | 2   | Jean Behra              | Maserati      | 22     | +4:38.5               | 3    |        |
| 7    | 3   | Harry Schell            | Maserati      | 22     | +6:47.5               | 6    |        |
| 8    | 16  | Masten Gregory          | Maserati      | 21     | +1 Ronde              | 10   |        |
| 9    | 11  | Tony Brooks             | Vanwall       | 21     | +1 Ronde              | 5    |        |
| 10   | 4   | Giorgio Scarlatti       | Maserati      | 21     | +1 Ronde              | 13   |        |
| 11   | 15  | Bruce Halford           | Maserati      | 21     | +1 Ronde              | 16   |        |
| 12   | 21  | Edgar Barth             | Porsche       | 21     | +1 Ronde              | 12   |        |
| 13   | 28  | Brian Naylor            | Cooper-Climax | 20     | +2 Rondes             | 17   |        |
| 14   | 27  | Carel Godin de Beaufort | Porsche       | 20     | +2 Rondes             | 20   |        |
| 15   | 25  | Tony Marsh              | Cooper-Climax | 17     | +5 Rondes             | 22   |        |
| DNF  | 17  | Hans Herrmann           | Maserati      | 14     | Chassis               | 11   |        |
| DNF  | 20  | Umberto Maglioli        | Porsche       | 13     | Motor                 | 15   |        |
| DNF  | 23  | Roy Salvadori           | Cooper-Climax | 11     | Ophanging             | 14   |        |
| DNF  | 18  | Paco Godia              | Maserati      | 11     | Stuurfout             | 21   |        |
| DNF  | 12  | Stuart Lewis-Evans      | Vanwall       | 10     | Versnellingsbak       | 9    |        |
| DNF  | 24  | Jack Brabham            | Cooper-Climax | 6      | Transmissie           | 18   |        |
| DNF  | 26  | Paul England            | Cooper-Climax | 4      | Distributie           | 23   |        |
| DNF  | 29  | Dick Gibson             | Cooper-Climax | 3      | Stuurfout             | 24   |        |
| DNF  | 19  | Horace Gould            | Maserati      | 2      | As                    | 19   |        |

## Statistieken
| Pole-position | Juan Manuel Fangio | Maserati | 9:25.6 |
| Snelste ronde | Juan Manuel Fangio | Maserati | 9:17.4 |

## Noot
- Dit was het debuut voor de Nederlandse coureur Carel Godin de Beaufort, de Australische coureur Paul England en de Britse coureurs Brian Naylor, Tony Marsh en Dick Gibson.
- Dit was de vijftigste Grand Prix-start voor een Britse coureur.
- Dit was de derde (opeenvolgende) winst van de Grote Prijs van Duitsland voor Juan Manuel Fangio, en daarmee vestigde hij een nieuw record. Hij verbrak het oude record van Alberto Ascari (2), gevestigd tijdens de Grote Prijs van Duitsland van 1952.